# José Agüero Ereño
José Agüero Ereño (Bilbao; 20 de enero de 1913 - Madrid; 11 de abril de  1997) fue un torero español de nombre taurino José Agüero.

## Biografía
Nació en Bilbao el 20 de enero de 1913, siendo el quinto de siete hermanos. Su padre, Martín Agüero natural de Tormantos, La Rioja, y su madre Rosario Ereño nacida en Munguía, Vizcaya, tuvieron siete hijos: Martín, Rafaela, Lucrecia, José Manuel, José, María Ángeles y Andrés.
Tres de los cuatro hermanos varones Agüero Ereño fueron toreros: Martín Agüero Ereño destacado matador de toros, Manolo Agüero, novillero y finalmente banderillero y el propio José, novillero. El cuarto hermano varón, Andrés, fue padre del novillero mexicano Martín Agüero González. 
La hermana menor, María Ángeles Agüero, se casó con el matador de toros mexicano Fermín Rivera Malabehar. María Ángeles fue madre del matador mexicano Curro Rivera Agüero y abuela de los matadores mexicanos Rafael Rivera y Fermín Rivera Agüero. Desde el fallecimiento su esposo, en 1991, y hasta su defunción en 2010, fue propietaria del rancho y ganadería de reses bravas La Alianza, en Ojuelos de Jalisco, Estado de Jalisco, México.
Por parte del matrimonio de su hermano Manolo estuvo emparentado con varios toreros bilbaínos. Manolo se casó con Teresa Diez Espadas que era hermana de Luis Díez (novillero y banderillero bilbaíno, fallecido en 1949 como consecuencia de una cogida en una novillada celebrada tres meses antes de su muerte) y Alfredo Diez, novillero y banderillero. Tía del novillero de nombre taurino “Julio Espadas” (hijo de su hermano Julio Díez Espadas).
Sus comienzos profesionales se iniciaron en 1929 manteniéndose en activo, como novillero hasta 1934. Se viste por primera vez de torero, con solo dieciséis años, el 30 de mayo de 1929, toreando directamente con picadores. En 1930, toreó en Bilbao en compañía de Gil Tovar y Manolo Cámara con novillos de Máximo Bautista. En el verano de 1932 se presenta en Madrid, acompañado de “Maravilla” y Corrochano, frente a novillos de Bernardo Escudero. Este año toreó 13 novilladas. El 2 de abril de 1933 toreó su último festejo en Bilbao en compañía de Enrique Bartolomé y Antonio Iglesias con novillos de Arturo Sánchez, esta temporada actuó en otras 13 novilladas, la mayor parte en el mediodía de Francia. En 1934 solo intervino en  tres novilladas.
José falleció en Madrid el 11 de abril de 1997 a los 84 años